# 燕 (敷設艇)
燕（つばめ）は、日本海軍の敷設艇。燕型敷設艇の1番艇。艇名としては隼型水雷艇の8番艇「燕」に続いて2代目。

## 艦歴
- 当初 　捕獲網艇として起工。
- 1929年（昭和4年） 3月23日 　建造中、二等敷設艇に艦種変更。
  - 7月15日 　竣工（横浜船渠）
- 1931年（昭和6年） 5月30日 　等級廃止、敷設艇となる。
- 1938年（昭和13年） 5月25日 　支那方面艦隊の指揮下に入る。
- 1941年（昭和16年） 12月 8日 　開戦時、佐世保鎮守府部隊付属として第3艦隊に派遣されリンガエン湾輸送船団を護衛。
- その後も船団護衛や対潜哨戒に従事。

- 1945年（昭和20年） 2月29日  宮古島到着
  - 3月 1日  宮古港沖合いにて米軍艦載機コルセアの攻撃をうけ5時近く沈没。

## 機銃増備
1944年11月での「燕」は、13mm単装機銃に代わり25mm連装機銃を装備、その他25mm単装機銃は船橋前の上甲板の左右舷に1挺ずつ、煙突後方の上構上に1挺、後甲板に1挺の計4挺を増備したとされる。

## 艇長
艤装員長
- 牟田口格郎 大尉：1929年4月15日 - 7月15日[21]

## 同型艦
- 鴎